# Ryan Hoyt
Ryan James Hoyt (né le 10 août 1979) est un ancien associé de Jesse James Hollywood et a été reconnu coupable du meurtre de Nicholas Markowitz le 9 août 2000. Il aurait dû de l'argent à Jesse James Hollywood pour de la drogue et s'est vu offrir la possibilité de tuer Markowitz afin d'effacer sa dette,.